# Догерманський субстрат
Догерманський субстрат — лінгвістична гіпотеза, згідно з якою особливості лексики, морфології та синтаксису германських мов, що відрізняють їх від інших індоєвропейських мов, пояснюються наявністю шару лексики доіндоєвропейського походження. Прагерманська мова, згідно з цією гіпотезою, народилася в ході неолітичної креолізації носіїв мов різних родин — індоєвропейської і доіндоєвропейського субстрату.
Гіпотезу висунув в 1932 німецький лінгвіст Зигмунд Файст, який вважав, що близько третини лексичних елементів прагерманскої мови походять з субстрату доіндоєвропейського походження, і що можливе спрощення системи індоєвропейських флексій виникло в результаті контакту мов різного походження.
До теперішнього часу залишається під питанням культурна приналежність носіїв доіндоєвропейського німецького субстрату. Серед кандидатів у субстратні культури дослідники в різні роки розглядали культуру Ертебелле, культуру ямної кераміки, культуру лійчастого посуду і культуру шнурової кераміки. За сучасними уявленнями, культуру Ертебелле можна безсумнівно віднести до доіндоєвропейського субстрату, культуру ямної кераміки — до носіїв палеоєвропейських або фінно-угорських мов, тоді як культура шнурової кераміки з великою ймовірністю була індоєвропейською по мові. Мовна приналежність культури лійчастого посуду залишається під питанням.
На початку XXI століття теорію догерманського субстрату істотно розвинув німецько-австралійський лінгвіст Роберт Майлгаммер, що показав у своїй роботі «Німецькі сильні дієслова», що сильні дієслова германських мов не мають індоєвропейської етимології, і що сама система сильних дієслів також, мабуть, має неіндоєвропейське походження.
Крім того, в германських мовах відзначаються й інші інновації (порівняно з протоіндоєвропейською) у сфері граматики. На думку Файст, частина відмінків, зазначених у найбільш консервативних індоєвропейських мовах, таких, як санскрит або литовська, відсутні в німецьких. Ця характеристика, проте, стала предметом суперечок: лінгвіст Едуард Прокош вважав, що загальноіндоєвропейські елементи переважали і в германських мовах. Крім того, в ряді інших стародавніх індоєвропейських мов (наприклад, в хеттській і давньогрецькій) також спостерегається зменшення числа відмінків у порівнянні з праіндоєвропейською.
На думку Едгара Поломе, відсутність деяких відмінків, реконструйованих лінгвістами для протоіндоєвропейської, зовсім не обов'язково пояснюється спрощенням мов у ході контактів з чужорідними мовами. Адже існує, наприклад, досить помітна структурна подібність між дієслівною системою сучасних германських мов і хетською мовою, але схожість зникає, якщо порівнювати з хетською мовою не сучасну, а найдавніший стан германських мов, засвідчений, наприклад, в сучасній ісландській мові.
Відповідно до гіпотези, прагерманська мова виникла як гібрид (креольська мова) двох індоєвропейських діалектів, один з яких належав до групи кентум, а інший — сатем, проте до моменту гібридизації взаєморозуміння між ними зберігалося. Ця гіпотеза є спробою пояснити складність зарахування германських мов до однієї з двох груп і пов'язані з цим труднощі у визначенні місця германських мов на індоєвропейському древі. Традиційно германські мови зараховуються до групи «кентум».
У германських мовах ряд слів не підкоряються правилу консонантної ротації: ūp = «up» є аналогом санскритського upa- і ведійської upári: зазвичай, де в германських мовах зустрічається «p», йому відповідає загальноіндоєвропейський b, проте в даному випадку, коли «p» є також і в санскриті, можна припустити, що і в праіндоєвропейській мався «p», який, проте, в германських мовах повинен був мати як паралель «ūf».

## Теорія Гокінса
Британський лінгвіст Джон Гокінс вніс подальший внесок у розвиток теорії германського субстрату. На його думку, носії прагерманської мови зустрілися з носіями якоїсь неіндоєвропейської мови, з якого були запозичені численні елементи. Гокінс припускає, що трансформації, описувані законом Грімма, є результатом спроби людей, які говорили на неіндоєвропейській мові, вимовити звуки, спираючись на фонетику власної мови. Гокінс пов'язує цих людей з носіями культури шнурової кераміки, яка, згідно з деякими гіпотезами, склалася в результаті впливу індоєвропейських мігрантів на носіїв доіндоєвропейської культури лійчастого посуду.
Як вважав Тео Феннеманн, ряд культурних термінів, характерних для германських мов, зустрічаються тільки в північній Європі і не зустрічаються в інших індоєвропейських мовах — це, наприклад, назва ash для попелу.
Гокінс, на додаток до цього, стверджує, що понад 1/3 споконвічного лексикону германських мов має доіндоєвропейське походження, і вважає причиною цього наявність субстратної мови. До доіндоєвропейської лексики Гокінс відносить мореплавну, хліборобську, технологічну, військову лексику, назви тварин і риб, общинних і соціальних інститутів. Нижче наведена частина зі списку Гокінса (всі приклади взяті з англійської мови):
| Мореплавство                                                                                 | Війна, зброя                    | Тварини, риби                             | Суспільство                                                    | Різне                                               |
| -------------------------------------------------------------------------------------------- | ------------------------------- | ----------------------------------------- | -------------------------------------------------------------- | --------------------------------------------------- |
| - sea - ship - strand - ebb - steer - sail - keel - oar - mast - north - south - east - west | - sword - shield - helmet - bow | - carp - eel - calf - lamb - bear - stork | - king - knight - house - wife - bride - groom - earth - thing | - drink - leap - bone - hand - sick - evil - little |

Для деяких з термінів, запропонованих Гокінсом, іншими дослідниками пропонувалася індоєвропейська етимологія. Зокрема, слово helmet намагалися зв'язати з реконструюйованим індоєвропейським * kel- («приховувати», «охоплювати»), а east — з праіндоєвропейським * h₂eus-ro- («білий»). Можливо, крім того, що ряд праіндоєвропейських коренів просто не збереглися в інших сучасних індоєвропейських словах: передбачалося, наприклад, що слово wife (англ. «дружина») могло бути пов'язано з тохарським B kwipe («вульва»), з реконструйованого ПИЕ *gʷíh₂bʰo-.
В цілому, якщо перелік індоєвропейських коренів, який склав Калверт Уоткінс, наведений у словнику The American Heritage Dictionary of the English Language, опублікованому 1969 р, містив ряд слів, які, як вважав укладач списку, існували лише в германських мовах, то за сучасними даними, список цих «виключно німецьких слів» істотно скоротився.
Деякі з недавніх досліджень по прагерманській мові прямо заперечують гіпотезу догерманського субстрату.
З іншого боку, гіпотезу догерманського субстрату підтримує школа історичної лінгвістики в Лейдені. Точка зору школи викладена, наприклад, в 1-му томі Етимологічного словника нідерландської мови, випущеного в 2003 р

## Теорія Віїк
Фінський фонолог Калев Віїк запропонував суперечливу гіпотезу, згідно якої німецький субстрат міг представляти собою одну з фінно-угорських мов. На думку Віїка, існує схожість між типовими помилками фінномовних в англійській вимові і фонетичними мутаціями, які засвідчені при переході від праіндоєвропейської до протогерманської мови. Аргументація Віїка ґрунтується на гіпотезі про те, що під час заледеніння в стародавній Європі існували ізольовані групи населення, що відносяться до трьох мовних сімей — фінно-угорської, індоєвропейської і баскської. Згідно Віїк, носії фінно-угорських мов нібито раніше всіх поширилися по Європі і вплинули на пізніших прибульців, які говорили на індоєвропейських мовах, у тому числі і на прагерманських.
Більшість лінгвістів відкидають теорію Віїка. Існування в стародавній Європі інших неіндоєвропейських мов, таких, як тирренські мови, ускладнює ситуацію, оскільки гіпотеза Віїк ігнорує їх існування.